# Tifón Etau
El tifón Etau, conocido en Filipinas como tifón Kabayan, produjo vientos y precipitaciones casi récord en Japón en agosto de 2003. La décima tormenta con nombre y el quinto tifón de la temporada de tifones en el Pacífico de 2003, Etau se desarrolló el 2 de agosto y se intensificó gradualmente mientras se mueve hacia el noroeste. Etau formó un ojo y se convirtió en una gran tormenta cuando se acercó a Okinawa el 7 de agosto. El tifón alcanzó vientos máximos de 155 km/h (100 mph) antes de debilitarse ligeramente mientras giraba hacia el noreste. Etau tocó tierra en la isla japonesa de Shikoku el 8 de agosto y luego se trasladó a través de partes de Honshu y Hokkaido. Después de debilitarse a tormenta tropical, el ciclón se volvió extratropical el 9 de agosto y se disipó tres días después.
Al pasar por el noreste de Filipinas, el tifón causó daños leves en el archipiélago. El ojo cruzó Okinawa, donde Etau dejó sin luz a 166.800 personas y provocó 10 heridos. Cerca de donde Etau golpeó por primera vez a Japón, Muroto informó una ráfaga de viento máxima de 166 km / h (103 mph), en ese momento la tercera más fuerte registrada allí. El tifón también dejó caer lluvias torrenciales con un máximo de 683 mm (26,9 pulgadas). La combinación de vientos y lluvias provocó deslizamientos de tierra, particularmente en Hokkaido. A nivel nacional, Etau mató a 20 personas, destruyó 708 casas y causó daños por ¥35.100 millones ($294,8 millones).

## Historia meteorológica

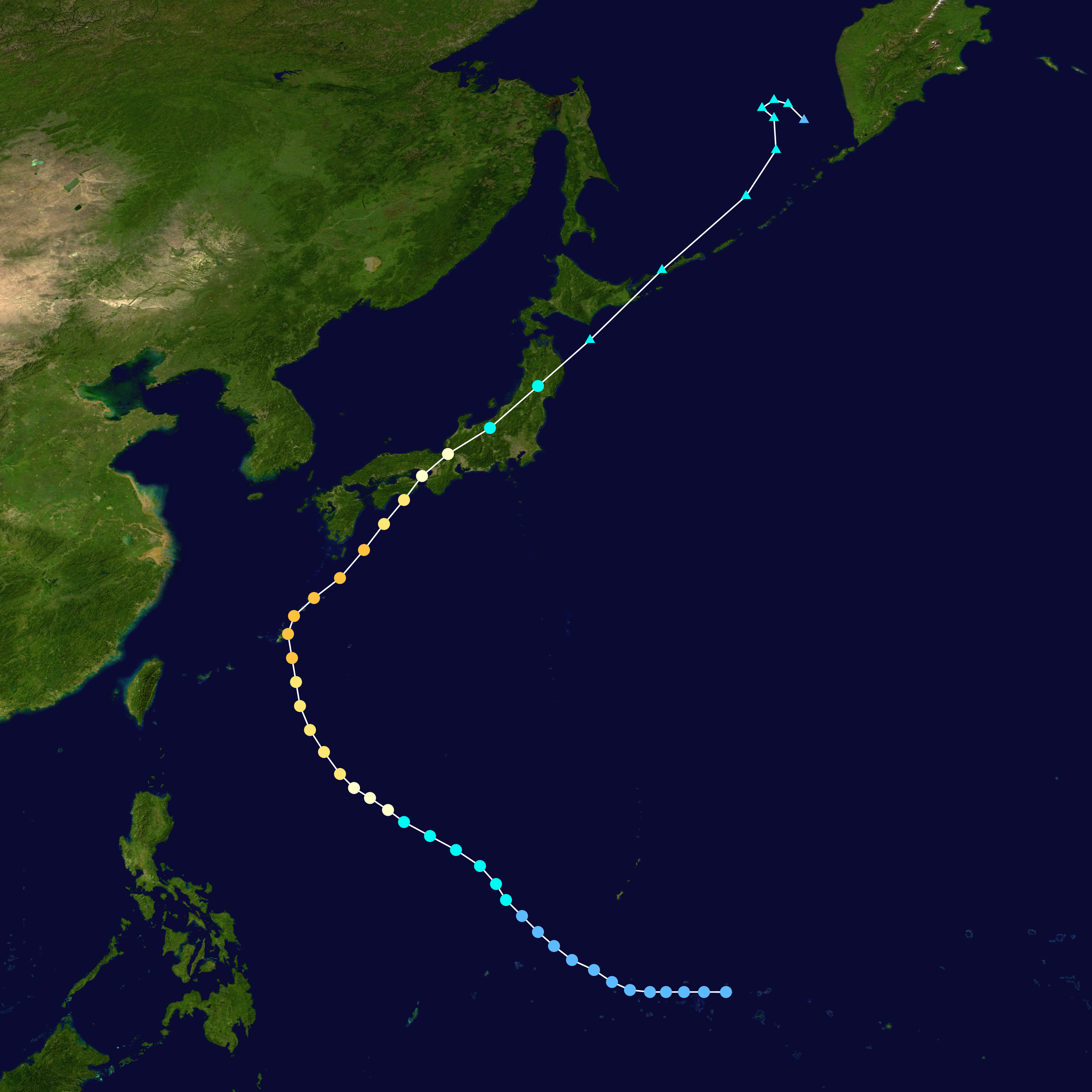
Recorrido en intervalo de 6 horas

Los orígenes del tifón Etau se originaron en un área de convección que persistió a lo largo del lado oeste de una circulación débil cerca del estado de Chuuk el 31 de julio. Con una cizalladura del viento inicialmente moderada pero en constante disminución, el sistema pudo organizarse mientras se movía generalmente hacia el oeste. El 2 de agosto, el Centro Conjunto de Advertencia de Tifones (JTWC) inició avisos sobre la Depresión Tropical 11W. Ese día, se estaba desarrollando otra circulación en el lado occidental del sistema, brevemente clasificada por la Oficina Meteorológica Central de Taiwán como depresión tropical. La circulación oriental se volvió dominante con pronunciados desagües hacia el sur, aunque inicialmente era amplio y alargado. Más tarde, el 2 de agosto, la Agencia Meteorológica de Japón (JMA) clasificó el sistema como una depresión tropical al noreste de Yap.
Con una cresta subtropical en las cercanías de las Islas Marianas, la depresión naciente se trasladó hacia el noroeste. El 3 de agosto, la JMA actualizó la depresión al estado de tormenta tropical, nombrándola Etau. Una baja en el nivel superior hacia el noreste mejoró el flujo de salida hacia el norte, lo que permitió que la tormenta se fortaleciera rápidamente. El 4 de agosto, la Administración de Servicios Atmosféricos, Geofísicos y Astronómicos de Filipinas (PAGASA) comenzó a emitir avisos cuando la tormenta se acercaba a la región, y la nombró Kabayan. A fines del 4 de agosto, la JMA actualizó Etau al estado de tifón, y la tormenta más tarde desarrolló un ojo. Una vaguada de onda corta que se acercaba debilitó la cresta, lo que provocó que Etau girara más hacia el norte. Alrededor de las 0030  UTC del 7 de agosto, el tifón hizo su aproximación más cercana a Okinawa, pasando a 120 km (75 millas) y lo suficientemente cerca como para que el ojo de 100 km (60 millas) de ancho cruzara la isla. Más tarde ese día, el JMA estimó máximos vientos sostenidos de 155 km/h (100 mph), sostenidos durante una duración de 10 minutos; el JTWC estimó vientos de 1 minuto de 205 km / h (125 mph).
Después de alcanzar los vientos máximos, Etau comenzó a girar hacia el noreste debido a la vaguada que se acercaba, pasando cerca de Amami Ōshima. En ese momento, el tifón se había vuelto grande, con vientos huracanados que se extendían 870 km (540 millas) de diámetro. El aumento de la cizalladura del viento y el aire más frío hicieron que Etau se El tifón aún mantenía vientos de 10 minutos de 140 km/h (85 mph) cuando tocó tierra cerca de Muroto en la isla japonesa de Shikoku, poco antes de las 1300 UTC del 8 de agosto. Continuando hacia el noreste, el tifón se debilitó hasta convertirse en un severo clima tropical. tormenta cuando pasó cerca de la isla Awaji, antes de tocar tierra en Honshu cerca de Nishinomiya a las 2100 UTC del 8 de agosto. Mientras aceleraba hacia el noreste, Etau perdió características tropicales sobre la tierra. Después de alcanzar brevemente aguas abiertas al noreste de Honshu, la tormenta tocó tierra por última vez cerca de Erimo, Hokkaido a las 1630 UTC del 9 de agosto, poco antes de volverse extratropical. Esto se basó en el análisis de la JMA, mientras que la JTWC evaluó la tormenta que quedaba frente a la costa de Hokkaido. Los restos de Etau entraron en el mar de Ojotsk y persistieron durante varios días más, disipándose el 12 de agosto al oeste de la península de Kamchatka.

## Preparativos e impacto

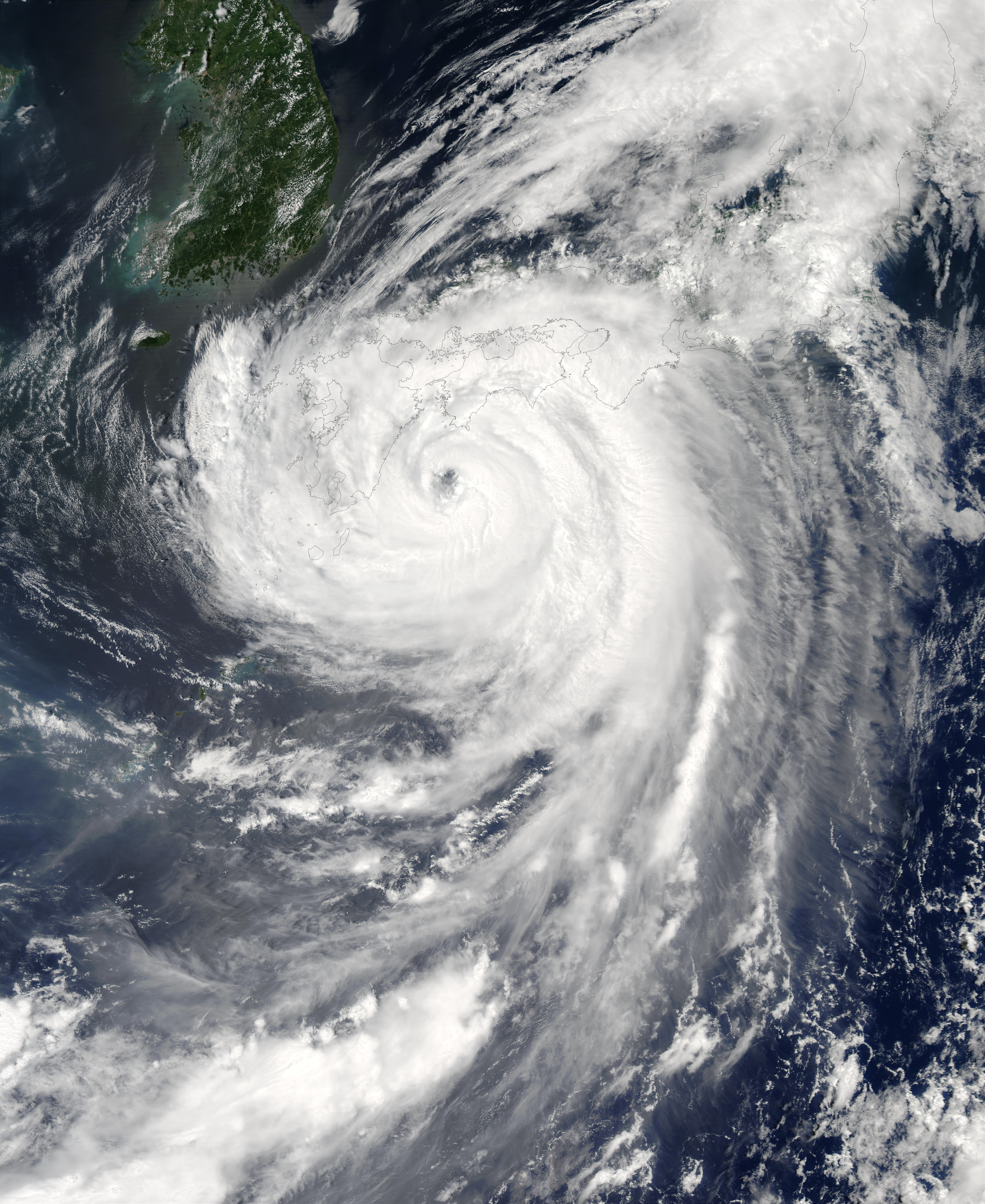
El tifón Etau se acerca a Japón el 8 de agosto

Las fuertes olas del tifón Etau produjeron corrientes de resaca en Saipán que arrastraron a cuatro nadadores, que luego fueron rescatados después de agarrarse a una boya. La periferia exterior de la tormenta causó ₱36.98 millones ($ 673,000 USD) en daños, principalmente a la infraestructura con algunos daños menores a los cultivos. Al final de su duración, Etau causó daños en las Islas Kuriles de Rusia.
Mientras Etau estaba en las cercanías de Okinawa, las ráfagas de viento en la Base Aérea de Kadena alcanzaron los 181 km/h (113 mph). Las precipitaciones en Okinawa alcanzaron un máximo de 215 mm (8,5 pulgadas), mientras que en la cercana Yakushima al norte, las precipitaciones alcanzaron los 57 mm (2,2 pulgadas). En toda la prefectura de Okinawa, el tifón dejó 166.800 edificios sin electricidad debido a los fuertes vientos. Etau dañó siete edificios, bloqueó una carretera y causó daños moderados a cultivos y pesquerías. En las Islas Amami, alrededor de 45.000 casas se quedaron sin electricidad debido a los fuertes vientos de la tormenta, que afectaron al 53% de los residentes. Etau hirió a diez personas en el grupo de islas, incluido un hombre que salió disparado de su techo. Las autoridades cerraron el aeropuerto de Naha debido al tifón, lo que provocó la cancelación de 293 vuelos en la región. Antes de la tormenta, las refinerías de petróleo de ExxonMobil en Okinawa fueron cerradas, pero fueron reabiertas después de sufrir daños mínimos.
En Shikoku, Muroto informó vientos con fuerza de tifón durante ocho horas, y las ráfagas de viento alcanzaron un máximo de 166 km/h (103 mph). En ese momento, esta fue la tercera ráfaga más fuerte jamás reportada allí, detrás del tifón Nancy en 1961 y el tifón Shirley en 1965. Los vientos sostenidos alcanzaron los 180 km/h (112 mph). En la prefectura de Tokushima, Etau dejó caer fuertes lluvias con un pico de 683 mm (26,9 pulgadas), aunque se informaron totales igualmente intensos de 639 mm (25,2 pulgadas) y 543 mm (21,4 pulgadas) en las prefecturas de Kōchi y Miyazaki, respectivamente. Aproximadamente el 95% del total de lluvia en Kōchi cayó en 24 horas. En Miyazaki, una estación informó un total de precipitaciones por hora de 79 mm (3,1 pulgadas). Las precipitaciones en Biratori, Hokkaido alcanzaron los 306,2 mm (12,06 pulgadas) en un período de 48 horas, las más altas en la estación desde que comenzaron los registros en 1962. Las fuertes lluvias provocaron deslizamientos de tierra en Hokkaido, particularmente en áreas donde las precipitaciones superaron los 330 mm. (13 pulg). En el área alrededor del río Saru , los deslizamientos de tierra poco profundos desplazaron alrededor de 13.000.000 m3 (460.000.000 pies cúbicos) de suelo, de los cuales aproximadamente 190.000 m3 (6.700.000 pies cúbicos) entraron al río. Esto provocó los niveles más altos de sedimentos en el río desde la década de 1960, lavando unos 50.000 m3 (1.800.000 pies cúbicos) en la presa Nibutani. Los deslizamientos de tierra también arrasaron alrededor de 65.000 m3 (2.300.000 pies cúbicos) de tierra y árboles hacia el río Appetsu, lo que causó daños adicionales al arrasar casas y puentes adyacentes. Además de la lluvia, Etau generó un tornado débil cerca de Kumagaya en el continente de Honshu, calificado alrededor de F1. El tifón trajo una columna de aire cálido al país que provocó las temperaturas más cálidas del año en ese momento.
Las fuertes lluvias en Tokushima causaron deslizamientos de tierra y bloquearon carreteras, lo que provocó interrupciones en el servicio de autobuses y trenes. Fuertes vientos volcaron un camión, hiriendo a los dos ocupantes. En Muroto, varias personas resultaron heridas por cristales voladores. Las fuertes olas mataron a dos personas en la misma ciudad, una en Fukuoka, dañaron el malecón en Kioto, y dañaron 25 barcos. En Takamatsu, Kagawa, Etau dejó alrededor de ¥1,2 mil millones ($ 10 millones) en daños a los cultivos, principalmente debido a los invernaderos dañados. Dos trabajadores murieron en Higashiuwa después de ser arrastrado por un río. En Hokkaido, las fuertes lluvias provocaron deslizamientos de tierra, dañaron cientos de carreteras y puentes y aislaron varias aldeas. La inundación del río arrasó con un vehículo en Kamishihoro, matando a los cinco ocupantes. A lo largo del monte Poroshiri, 29 personas fueron rescatadas en helicóptero desde un refugio de montaña después de que Etau bloqueara su camino descendente.
En todo Japón, Etau provocó la cancelación de más de 1.000 vuelos, y que los trenes bala operaran a menor velocidad, lo que provocó retrasos. Aproximadamente 62.000 personas se quedaron sin electricidad durante la tormenta y en todo el país. El tifón destruyó 708 casas e inundó otras 2.253, provocando que más de 6.000 personas fueran evacuadas a refugios para tormentas. Aproximadamente 295 ha (730 acres) de campos resultaron dañados. En todo Japón, Etau mató a 20 personas e hirió a otras 93, 19 de ellas de gravedad. El daño total ascendió a ¥35,1 mil millones ($294,8 millones). En gran parte debido a que Etau permaneció tropical y debilitado sobre Japón, el daño fue mucho menor que el tifón Tokage un año después, que produjo precipitaciones totales comparables con una intensidad similar, pero azotó el país mientras era extratropical.